# Fiume Veneto
Fiume Veneto (Fiume in veneto, Flum/Vildiflùm in friulano occidentale, Vile di Flum in friulano standard) è un comune italiano di 11 795 abitanti del Friuli-Venezia Giulia.

## Geografia fisica
Il territorio di Fiume Veneto si trova nella provincia di Pordenone centro-meridionale, in un'area completamente pianeggiante a metà strada tra i corsi di Livenza e Tagliamento. Il passaggio da un'altitudine all'altra, per quanto scarsi siano i dislivelli (si passa da un minimo di 14 a un massimo di 30 m s.l.m.), è spesso assai brusco: si formano così dei caratteristici avvallamenti, indicati nella toponomastica come Rivate.
Dal punto di vista idrografico, il comune è bagnato da due corsi d'acqua principali. Il primo è il Fiume (da cui il comune trae il nome), il quale lambisce Pescincanna, attraversa il capoluogo e sfiora Cimpello per poi proseguire entro i confini di Azzano Decimo. L'altro è il Sile, che scorre lungo la fascia sudorientale del territorio toccando Bannia e Praturlone. Entrambi nascono qualche chilometro più a monte, provenendo dalla stessa zona di risorgive; anche Fiume Veneto è ricco di fenomeni del genere, come testimonia il toponimo via Sacconi (da sacca "acqua stagnante").
Minimamente coinvolto nel fenomeno dell'urbanizzazione, complice la scarsa importanza turistica, il territorio ha mantenuto pressoché intatti molti caratteri naturalistici e paesaggistici.

## Storia
La civiltà ha fatto la sua comparsa nel territorio in epoca remota: a Bannia, presso via Palazzine di Sopra, esiste un sito archeologico in cui sono stati rinvenuti reperti (frammenti di ceramica, utensili, sementi) ascrivibili al Neolitico medio. Altre testimonianze risalgono all'età del Bronzo e sono oggi esposte ai musei di Pordenone e di San Vito al Tagliamento. L'area, per abbondanza d'acqua e legna, era probabilmente sede di un villaggio palafitticolo di cacciatori-raccoglitori posto in un'estesa foresta planiziale, denominata Silva Lupanica dalle fonti romane.
Dell'epoca romana resta una grande quantità di materiale, dalle anfore, agli embrici passando per le statue decorative. Tracce di questo periodo rimangono inoltre nella toponomastica e nell'attuale assetto viario (il decumano massimo della centuriazione concordiese transitava per Marzinis, mentre il decimo cardo corrisponde all'attuale via Villafranca a Pescincanna).
Il toponimo è documentato per la prima volta dal 996 ma in riferimento all'omonimo corso d'acqua da cui il paese ha tratto il nome. Bisognerà aspettare il 1182 per avere delle notizie sul centro abitato, quando papa Lucio III lo riconosce come pertinenza dell'abate di Sesto al Reghena. Negli scritti successivi si rileva l'esistenza di due nuclei distinti: Flumen intra acquae o Fiume Grande o, ancora, Fiume dei Servi, feudo dell'abbazia di Sesto, e Flumen extra acquae o Fiume Piccolo, amministrato dal capitano cesareo di Pordenone per conto della Casa d'Austria.
Nel 1248 l'abbazia di Sesto, indebitata, vende Fiume Grande ai conti Gupertino e Domenico Cossio da Prata. L'amministrazione ecclesiastica resta comunque in mano al monastero, rappresentato dalla pieve di Pescincanna. Dalla metà del Quattrocento gli abitanti ottennero una propria chiesa autonoma.
Dal 1420 il dominio dei da Prata viene sostituito dalla Repubblica di Venezia. La presenza dei nuovi dominatori fu più gravosa dell'epoca feudale (anche se per un periodo, la popolazione dovette soffrire le guerre di successione combattute nel Friuli), dato che i veneziani sfruttarono le risorse provenienti in gran parte dal bosco di Fiume, il cui pregiato legname venivano usato per rifornire l'Arsenale.
Durante il dominio di Napoleone venne istituito, in seno al dipartimento del Tagliamento, il comune di Bannia, che dopo poche settimane cambiò denominazione nell'attuale. L'unità amministrativa si è mantenuta anche sotto il regno Lombardo-Veneto come parte della provincia del Friuli.
La storia successiva coincide con quella di tutto il Friuli occidentale, con l'annessione al regno d'Italia dopo la terza guerra d'indipendenza (1866).

### Simboli
Lo stemma e il gonfalone sono stati concessi con DPR del 28 marzo 1966. 
Lo stemma di Fiume Veneto è uno scudo sannitico trinciato di rosso e di argento, alla banda di azzurro, caricata di quattro stelle di cinque raggi d'oro, poste a piombo. La banda rappresenta il fiume  le stelle le quattro frazioni. Il gonfalone è un drappo trinciato di bianco e di rosso.

## Monumenti e luoghi d'interesse

### Architetture religiose
- Chiesa di San Nicolò. La chiesa di Fiume era in origine filiale della pieve di Pescincanna, a sua volta gravitante attorno al monastero di Sesto al Reghena. Ebbe autonomia ecclesiastica a partire dal 1720. L'odierno edificio fu iniziato nel 1875 e completato con la consacrazione, avvenuta l'8 dicembre 1878. Dell'antica chiesa venne mantenuto il campanile. Il 29 agosto 1965, in seguito alla rinuncia dei capifamiglia all'elezione del parroco, la chiesa fu dichiarata arcipretale[11].

- Chiesa dell'Addolorata in Fiume Veneto in "borgo Fiume Piccolo"
- Chiesa parrocchiale di San Michele in Pescincanna
- Chiesa parrocchiale di San Tommaso in Cimpello
- Oratorio della Madonna della Tavella.
- Oratorio di San Francesco.
- Chiesa di San Gerolamo a Marzinis con affreschi cinquecenteschi.
- Chiesa parrocchiale di San Giacomo a Praturlone con affreschi di scuola tolmezzina.

### Architetture civili e altro
- Villa Chiaradia, Mazzon - Morson risalente alla seconda metà del XVIII secolo.
- Villa Toffolo, Bomben, Bortolin, risalente al XVIII secolo.
- Villa Ricchieri[12]
- Mulino storico di Bannia.
- Ex cotonificio Olcese, manufatto di archeologia industriale.
- Museo Storico Aeronautico Scientifico e Tecnologico Forze Armate[13].

## Società

### Evoluzione demografica
Abitanti censiti

### Etnie e minoranze straniere
Secondo i dati ISTAT, al 1° gennaio 2024 gli stranieri residenti nel comune sono 818, ovvero il 6,8% della popolazione.
La comunità straniera più numerosa è quella proveniente dall'Albania con il 25,9% di tutti gli stranieri presenti sul territorio, seguita dalla Romania (22,5%) e dall'India (10,3%).
- Albania, 212
- Romania, 184
- India, 84
- Marocco, 65
- Ucraina, 43
- Cina, 23
- Ghana 19
- Bangladesh, 16
- Croazia, 15
- Rep. Dominicana, 13

## Economia
L’agricoltura, praticata con successo grazie alle favorevoli caratteristiche del terreno, si articola in numerose produzioni; diffuso è l’allevamento avicolo, seguito da quello di bovini e suini. 
Il settore che offre maggiori possibilità di occupazione è quello industriale: più sviluppata è l’industria metalmeccanica, affiancata da numerose aziende che operano nei comparti alimentare (tra cui il lattiero-caseario), edile, elettronico, tessile, del legno, dei materiali da costruzione e della stampa. Il terziario si compone di una discreta rete distributiva e dell’insieme dei servizi che, accanto a quello bancario, comprendono anche attività di logistica. Dal 2019 è operativo un deposito di smistamento da 4.500 mq. di Amazon Logistics.

## Cultura

### Eventi
- "FiumeMusicFest": dal 2003 l'AVIS comunale di Fiume Veneto organizza, nelle serate dei mercoledì del mese di luglio, concerti ed intrattenimenti vari per sensibilizzare la cittadinanza all'importanza del dono del sangue riscuotendo un'ottima presenza di pubblico da tutta la provincia e non solo.
- Sagra dello Struzzo (a Tavella): dal 1997, nel mese di settembre.
- Festeggiamenti 1º Maggio  (al quartiere 1º Maggio): dal 1987, periodo ultima settimana di maggio prima di giugno, da sottolineare anche il famoso chiosco giovani "Jumanji" nato nel 2019.
- "Shopping sotto le stelle": ogni mercoledì di luglio alla sera la via principale di Fiume Veneto prende vita con espositori, musica ed intrattenimento sportivo e non.

## Infrastrutture e trasporti

### Strade
Il principale asse stradale, escludendo l'autostrada, è la SS 13 "Pontebbana", che transita nell'area settentrionale del territorio senza tuttavia attraversare direttamente alcuna frazione.
All'interno del territorio comunale sono state realizzate anche due uscite dell'Autostrada A28: la prima, denominata "Cimpello", si trova nei pressi dell'omonima frazione; la seconda è posta vicino a Praturlone e ha assunto la denominazione "Azzano Decimo". L'infrastruttura si snoda in direzione sudest-nordovest, coinvolgendo l'estremità occidentale del comune.

### Ferrovie
Il territorio settentrionale di Fiume è attraversato dalla ferrovia Venezia-Udine, ma entro i confini comunali non sorge alcuna stazione ferroviaria. La fermata più vicina è quella di Cusano, a 3,5 km dal centro del capoluogo.

## Sport
Nel territorio comunale sono presenti due squadre di calcio: l'A.S.D.C Comunale Fiume Veneto-Bannia, fondata nel 1949 e militante nel campionato di Eccellenza Friuli-Venezia Giulia, e l'A.S.D Calcio Bannia, fondata nel 1965 e rifondata dalle ceneri dell' U.S Bannia nel 2008, militante nel campionato di Prima Categoria FVG Girone A. Le due società sono state protagoniste di numerosi derby stracittadini già a partire dagli anni '80 e successivamente, con la rifondazione del Calcio Bannia, dal 2013 al 2016.
È presente anche la società di pallacanestro Libertas Pallacanestro Fiume Veneto, presente in tutte le categorie del settore giovanile (dai 5 anni ai 20) e due prime squadre, una militante nel campionato di Prima Divisione ed una in Serie D.

## Amministrazione

### Sindaci dal 1995
| Periodo        | Periodo        | Primo cittadino   | Partito                  | Carica  | Note |
| -------------- | -------------- | ----------------- | ------------------------ | ------- | ---- |
| 23 aprile 1995 | 13 giugno 1999 | Tiziano Borlina   | Lista civica             | Sindaco |      |
| 13 giugno 1999 | 13 giugno 2004 | Lorenzo Cella     | Lista civica             | Sindaco |      |
| 13 giugno 2004 | 7 giugno 2009  | Tiziano Borlina   | Lista civica             | Sindaco |      |
| 7 giugno 2009  | 23 aprile 2013 | Lorenzo Cella     | Lista civica             | Sindaco |      |
| 23 aprile 2013 | 29 aprile 2018 | Christian Vaccher | Lista civica             | Sindaco |      |
| 29 aprile 2018 | 3 aprile 2023  | Jessica Canton    | Lega per Salvini Premier | Sindaco |      |
| 3 aprile 2023  | in carica      | Jessica Canton    | Lega per Salvini Premier | Sindaco |      |

### Gemellaggi
- Sirnitz, dal 5 settembre 1993
- Hude (Oldb), dal 6 luglio 2002
- Castelsarrasin, dal 22 settembre 2007

### Altre informazioni amministrative
L'appellativo "Veneto" è stato aggiunto alla denominazione ufficiale del comune con Regio Decreto del 1911. Si cercò così di risolvere i numerosi fraintendimenti, soprattutto postali, con la più nota Fiume nell'attuale Croazia.